# Silhouetta
Silhouetta is een geslacht van neteldieren uit de  familie van de Bougainvilliidae.

## Soort
- Silhouetta uvacarpa Millard & Bouillon, 1973